# Куокканиэми
Ку́окканиэми (фин. Kuokkaniemi) — посёлок в Сортавальском районе Республики Карелия, административно относится к Хаапалампинскому сельскому поселению.

## Общие сведения
Расположен на берегу озера Куоккаярви.
В посёлке есть один магазин, почтовое отделение, средняя школа (9 классов) и детский сад.
Куокканиэми — также станция на 239,9 км перегона Нива — Туокслахти. Единственный разъезд на участке Яккима — Сортавала. Два пути и улавливающий тупик, предназначенный для предотвращения выхода поезда, потерявшего управление. Посёлок отстоит на 12 км от посёлка Хаапалампи (трасса А121).
В переводе с финского языка «куокканиэми» означает «мыс, похожий на мотыгу».
На озере есть несколько небольших островов, один из которых носит название — «Остров Любви».

## Население
| 2002 | 2009 | 2010 | 2013 |
| ---- | ---- | ---- | ---- |
| 113  | ↘86  | ↘80  | ↘76  |

## Советско-финская война (1939-1940)
- 22 февраля 1940 в районе Куокканиэми при взятии дота погиб политрук А. В. Прохоров, посмертно ему было присвоено звание Героя Советского Союза.

## Достопримечательности
- Здание железнодорожного вокзала конца XIX — начала XX вв.
- Жилая усадьба начала XX в.
- Жилой дом начала XX в.

## Галерея
- Здание вокзала,? 8 августа 2008
- Перрон: вид в сторону Туокслахти, 8 августа 2008
- Магазин, 8 августа 2008
- Куокканиэми, 8 августа 2008